# Королевский пастушок
Королевский пастушок (лат. Rallus elegans) — водоплавающая птица, самый крупный североамериканский представитель семейства Пастушковые.
Размножаются королевские пастушки в болотах на востоке Северной Америки. Королевские пастушки скрещиваются с пастушками-трескунами там, где совпадают их ареалы.
Эти птицы проживают на мелководье и питаются водными насекомыми и ракообразными.
Королевские пастушки являются довольно распространёнными в прибрежных зонах, однако их внутриконтинентальные популяции уменьшаются из-за уничтожения естественной среды обитания.